# مودیز آنالیتیکس
مودیز آنالیتیکس (انگلیسی: Moody's Analytics) شرکت خدمات مالی آمریکایی است، که در سال ۲۰۰۷ تأسیس شد.